# شاخص آسیب‌پذیری کشورها

شاخص آسیب‌پذیری کشورها از سال ۲۰۰۵ تا ۲۰۱۳
خطر
هشدار
باثبات
پایدار
بدون اطلاعات/ قلمرو مستقل

شاخص آسیب‌پذیری کشورها (انگلیسی: Fragile States Index)، یک گزارش سالانه دربارهٔ آسیب‌پذیری کشورها است که از سال ۲۰۰۵ توسط اندیشکده صندوق صلح و مجله فارن پالیسی منتشر می‌شود. اهداف این صندوق، خلق ابزارهای عملی و رهیافت‌های نظری برای کاهش خصومت‌ها عنوان شده‌است.
این شاخص‌ها عبارتند از: فشارهای جمعیتی، پناهندگان و جمعیت جابجا شده داخلی، نارضایتی گروهی، فرار جمعیت، توسعه غیرمتوازن اقتصادی، نزول اقتصادی، مشروعیت حکومت، خدمات عمومی، حقوق بشر و حاکمیت قانون، دستگاه امنیتی، دسته‌بندی جناحی نخبگان و دخالت خارجی.
البته شاخص آسیب‌پذیری کشورها معمولاً به ارزیابی سطح آمادگی یک کشور در مقابل ریسک‌ها و تهدیدهای مختلف اشاره دارد. این شاخص‌ها ممکن است از دیدگاه‌های مختلفی نظیر اقتصادی، اجتماعی، سیاسی، زیست‌محیطی و فناوری تشکیل شده باشند. تعدادی از این شاخص‌ها عبارتند از:
1. **شاخص آمادگی به بحران (CRI - Crisis Readiness Index):** این شاخص نشان‌دهنده آمادگی یک کشور در مقابل وقوع حوادث طبیعی و بحران‌های امنیتی می‌باشد.
2. **شاخص توسعه پایدار (SDI - Sustainable Development Index):** این شاخص علاوه بر رشد اقتصادی، عدالت اجتماعی و حفاظت از محیط زیست را نیز در نظر می‌گیرد.
3. **شاخص آمادگی سایبری (Cyber Readiness Index):** این شاخص نشان‌دهنده آمادگی یک کشور در مقابل تهدیدها و حملات سایبری است.
4. **شاخص آسیب‌پذیری اقتصادی (EVI - Economic Vulnerability Index):** این شاخص نشان‌دهنده آسیب‌پذیری اقتصادی یک کشور در مقابل تغییرات اقتصادی و مالی است.
5. **شاخص آسیب‌پذیری به تغییرات اقلیمی (CVI - Climate Vulnerability Index):** این شاخص نشان‌دهنده میزان آمادگی یک کشور در مقابل تغییرات اقلیمی و حوادث طبیعی مرتبط با آن است.
6. **شاخص آمادگی به بحران زیست‌محیطی (ERI - Environmental Readiness Index):** این شاخص به آمادگی یک کشور در مواجهه با بحران‌های زیست‌محیطی می‌پردازد.

هر کدام از این شاخص‌ها دارای معیارها و فاکتورهای مختلفی هستند که در ارزیابی آسیب‌پذیری کشورها نقش دارند. این شاخص‌ها به دستگاه‌های مسئول، محققان و تصمیم‌گیرندگان کمک می‌کنند تا راهبردها و سیاست‌های مناسبی را برای افزایش آمادگی و کاهش آسیب‌پذیری کشورها در برابر چالش‌های مختلف تدوین کنند.